# 羅蕙錫
羅蕙錫（1896年4月28日—1948年12月10日），初名兒只（韓語：아지），字明順（韓語：명순），號晶月（韓語：정월），女，朝鲜王朝女权主义者、詩人及作家，是朝鲜早期西洋畫家之一。活跃于朝鮮日占期。

## 生平
罗蕙锡出身的家庭条件优越，学习能力优异，1913年，在其高中毕业后赴日本东京女子美术大学留学。她在韩国社会中以画家身份最为知名，同时，她也是倡导“新女性”的代表作家。
1914年，尚处于留学阶段的罗蕙锡在留学生同人杂志《学之光》发表了当时韩国社会中首部介绍女权论的文章《理想的妇人》。罗蕙锡在文中论述了女性把当贤妻良母当做理想追求会使女性奴化的观点，主张女性应成为具有自我意识的独立存在，构建属于女性自己的世界。
1916年，罗蕙锡的恋人因肺结核去世。1917年，罗蕙锡与京都大学法学院毕业的金雨英相遇。
1918年罗蕙锡发表的短篇小说《琼姬》受到瞩目，该部作品被认为是具有韩国近代小说全貌的女性近代小说。其发表的《琼姬》、《怨恨》、《闺怨》等新兴女性意识小说作品，通过揭发教育、婚姻问题下的父母与子女间以关心与爱的名义下产生的矛盾冲突，反映了当时韩国社会下的女性教育、婚姻、价值等女性社会问题，批判了男尊女卑、夫权、封建家长制、子女失学、包办婚姻制度等问题，倡导女性追求自由与自我。在罗蕙锡的作品中，受批判的一方往往是父权与母代父权，而非夫权，表达了封建社会下受压迫的不仅是女孩，还有继承父权思想的封建男孩的观点。
1920年，担任美术教师的罗蕙锡与金雨英结婚，在结婚时，罗蕙锡向金雨英开出了四个结婚条件，包括一生永远相爱、不与婆婆同住、不得妨碍自己绘画、为自己逝去的恋人立碑悼念，金雨英同意了这四个条件后两人方才完婚。1927年，罗蕙锡与金雨英共赴欧洲，两人从首尔乘火车出发，经沈阳、哈尔滨转乘西伯利亚铁路，经莫斯科，最终抵达巴黎。期间，金雨英为深耕法律造诣奔赴德国学习，独自留下罗蕙锡在巴黎一家画室绘画。1928年，独居巴黎的罗蕙锡与贵族崔麟（최린）一见钟情，并于11月10日两人正式出轨，在舆论认为罗蕙锡是崔麟情人的消息传至丈夫金雨英耳中后，金雨英从柏林偷偷返回巴黎，并亲眼見到了罗蕙锡与崔麟的婚外情。1928年11月，金雨英离开巴黎，并辞去了自己的职务。1929年3月，罗惠锡返回韩国。1930年11月，罗蕙锡与金雨英离婚，两人共生育3男1女。在罗蕙锡离婚后，崔麟也结束了此段感情，为此罗蕙锡状告崔麟，要求其提供1.2万韩元赡养费，此案在崔麟赔付2000元韩元和解金后告终。
1934年，罗蕙锡发表《离婚告白书》一文，表达了自己男女平等、女人也是人的观点，抨击了朝鲜男性一方面要求自己的妻子、妹妹和女儿的贞洁，另一方面自己却没有贞洁的双重标准。并主张贞操不是道德与法律要求，而是爱好等观点引发韩国舆论对其冷眼相待，罗蕙锡的画家生涯就此没落。

## 著作
- 《您的母亲是先觉者》（너희들의 어미는 선각자이니라）
- 《羅蕙錫全集》（나혜석 전집）
- 《離婚告白書》

### 畫作
- 《羅蕙錫作品集》（나혜석 작품집）
- 〈舞姬〉
- 〈水原西湖〉
- 〈西班牙海水浴場〉
- 〈自畫象〉

## 外部連結
- 羅蕙錫 （日語）
- 羅蕙錫:韓國歷代人物綜合情報 （页面存档备份，存于） 
- 羅蕙錫[永久] 
- Na Hye-sok (1896-1946) （页面存档备份，存于） （英文）
- Most Feminine and Feminist （英文）